# Csuhai István
Csuhai István (Budapest, 1961. november 19. –) magyar kritikus, esszéista, műfordító, szerkesztő.

## Életpályája
Szülei: Csuhai István és Farkas Margit. Általános iskolai tanulmányait Budapesten, a Deák téri Általános Iskolában végezte, érettségit 1980-ban a Veres Pálné Gimnáziumban szerzett. Kötelező sorkatonai szolgálatát követően 1981–1986 között a József Attila Tudományegyetem Bölcsészettudományi Karának magyar-angol szakos hallgatója volt. 1985–1986 között a szegedi Harmadkor című egyetemi lap szerkesztője volt. 1986–1987 között a Baranya Megyei Könyvtárban könyvtárosként és a könyvtár keretein belül működő Pannónia Könyvek szerkesztőjeként dolgozott. 1987–1989 között a Jelenkor tördelőszerkesztője, 1989–1991 között olvasószerkesztője, 1991–1999 között főszerkesztője volt. 1988 óta a József Attila Kör tagja, 1997 óta tiszteletbeli tagja.  1989-től 2004-ig a Magyar Írószövetség tagja, 1990–1999 között az Írószövetség Dél-Dunántúli Csoportjának titkára volt. 1997 óta a Szépírók Társasága alapító tagja.1996–2002 között a MAOE Segélyezési Bizottságának tagja volt. 1999–2000 között Londonban élt. 2000 októbere óta az Élet és Irodalom versrovatának vezetője, 2006–2008 között főszerkesztő-helyettese.

## Magánélete
Első felesége 1985 és 1994 között Szende Mária volt. 1999-ben házasságot kötött Gács Anna (1970-) irodalomkritikussal. Két fiuk született: Miklós (2005), Dániel Ádám (2010).

## Művei
- Hamvas Béla: Szellem és egzisztencia (sajtó alá rendezte, Pannónia Könyvek, Pécs, 1987)
- Hévizi Ottó–Csuhai István: Szilénosz-gyakorlatok. 6+4 írás; Széphalom Könyvműhely, Bp., 1991 (Dialógus)
- Csorba Győző̠ː A város oldalában. Beszélgetések; kérdező Csuhai István; Jelenkor, Pécs, 1991
- Jelenkor-antológia (szerkesztette, 1993)
- Szobornék városa. Tizennégy veszprémi szobor a múlt század második feléből; Veszprém, OOK-Press, 2020. (Séd-könyvek)

## Fordításai
- Wiliam Owen Roberts: Ragály (Koinónia, Kolozsvár, 2004)
- Glenn Gould: Tiltsuk be a tapsot! (Barabás Andrással, Európa Könyvkiadó, 2004)
- Markus Zusak: Az ellenfél – Underdog 2. (Tilos Az Á Könyvek, 2015)
- Toby Litt: Halvaboncolás (Libri-JAK, 2016)
- Yaa Gyasi: Hazatérés (Libri, 2017)
- Markus Zusak: Clay hídja (Európa Könyvkiadó, 2019)
- Amitav Ghosh: A puskakereskedő legendája (Európa Könyvkiadó, 2020)
- John Rodden: George Orwell. Legenda és örökség (Európa Könyvkiadó, 2021)
- Wole Soyinka: Krónikák a föld legboldogabb népének országából (Európa Könyvkiadó, 2023)
- Abdulrazak Gurnah: Az utolsó ajándék (Európa Könyvkiadó, 2024)

## Díjai
- Clevelandi József Attila-díj (1987) (megosztva: Balog Józseffel és Takáts Józseffel)
- Móricz Zsigmond-ösztöndíj (1991)
- Soros-ösztöndíj (1992)
- Szinnyei Júlia-emlékdíj (2001)